# Jean-Georges Noverre

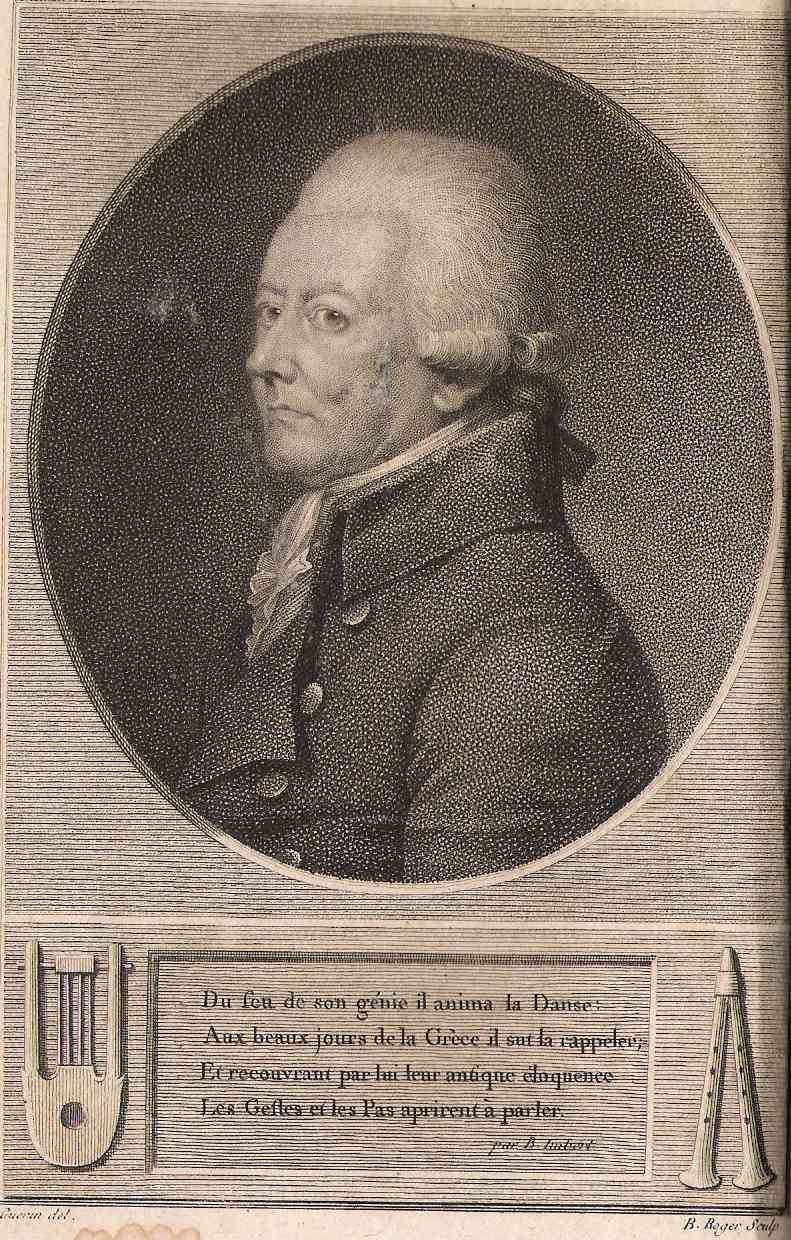
Jean-Georges Noverre.

Jean-Georges Noverre, född 29 april 1727 i Paris, död 19 oktober 1810 i Saint-Germain-en-Laye, var en fransk dansör och balettmästare. 
Noverre debuterade 1743 i Fontainebleau, kallades av Fredrik II till Berlin och 1749 av David Garrick till Drury Lane Theatre i London. Han verkade som balettmästare under olika perioder i Paris samt med stor framgång i Wien, Milano, Turin, Neapel, Lissabon och särskilt i Stuttgart, vars teater han ruinerade genom sina dyrbara uppsättningar. Hans stora framgång låg i första hand som balettmästare snarare än dansare. Noverres baletteoretiska arbeten kom att få stor betydelse för balettens utveckling.
Hans syster Manette Noverre var kammarfru hos Sveriges drottning Lovisa Ulrika.